# Дорианс
„Дорианс“ е рок група от Армения, сформирана през юни 2008 г. от Вахан Геворгян.
През февруари 2009 г. става трета в класирането на националния финал за избор на песен, което допринася за известността на групата. 4 години по-късно е избрана да представя Армения на „Евровизия 2013“.

## История
През април 2009 г. музикантите печелят наградата Best Newcomer (Най-добър новодошъл) на ежегодните музикални награди „Ташир“ в Москва. През юни същата година правят първия си голям концерт, празнувайки 1 година от създаването на групата. Правят и благотворителен концерт, средствата от който отиват за реконструирането на музикално училище в арменския град Гюмри.
Следват 4 соло концерта в Москва през ноември 2010 г. Същата година „Дорианс“ е обявена за „най-добра рок банда на годината“ на Националните музикални награди на Армения.
През 2011 година на Националните музикални награди отново е обявена за „най-добра банда на годината“, но този път взима и наградите „Най-добро видео на годината“ и „Най-добър вокал на годината“. През април 2011 г. записва първия си албум. След 4 месеца членовете ѝ са поканени да подгряват на концерт в Ереван. В края на годината печелят награди на VAN Music Awards 2011 и представят албума си Fly.
На 10 и 13 септември 2012 г. правят концерти в Нагорни Карабах заедно с рок музиканта и клавирист Карен Демирчян, като специален гост е Глен Хюз.
Lonely Planet е песента, с която представят Армения на „Евровизия“.

## Членове на групата
- Гор Суджиян (вокали)
- Гагик Кодавирди (китара)
- Арман Пахлеванян (клавишни)
- Едгар Сахакян (бас)
- Арман Джалаян (барабани, ударни)